# Саросека
Саросека — деревня в Ачинском районе Красноярского края России. Входит в состав Преображенского сельсовета. Находится примерно в 4 км к востоку от районного центра, города Ачинск, на высоте 246 метров над уровнем моря.

## Население
| 2010 |
| ---- |
| 8    |

Гендерный состав
По данным Всероссийской переписи населения 2010 года 5 мужчин и 3 женщины из 8 чел.
При проведении переписи 2002 года население деревни учитывалось в составе села Большая Салырь.

## Улицы
Уличная сеть деревни состоит из одной улицы (ул. Сосновая).